# بان (لبنان)
بان (به عربی: بان) یک منطقهٔ مسکونی در لبنان است که در شهرستان بشری واقع شده‌است. بان ۱٬۴۲۰ متر بالاتر از سطح دریا واقع شده‌است.